# Goreopagurus piercei
Goreopagurus piercei är en kräftdjursart som först beskrevs av Ed F. Wass 1963.  Goreopagurus piercei ingår i släktet Goreopagurus och familjen eremitkräftor. Inga underarter finns listade i Catalogue of Life.